# Stenopogon nigrofasciatus
Stenopogon nigrofasciatus là một loài ruồi trong họ Asilidae. Stenopogon nigrofasciatus được Brunetti miêu tả năm 1928. Loài này phân bố ở miền Ấn Độ - Mã Lai.